# Poloweltmeisterschaft 2022

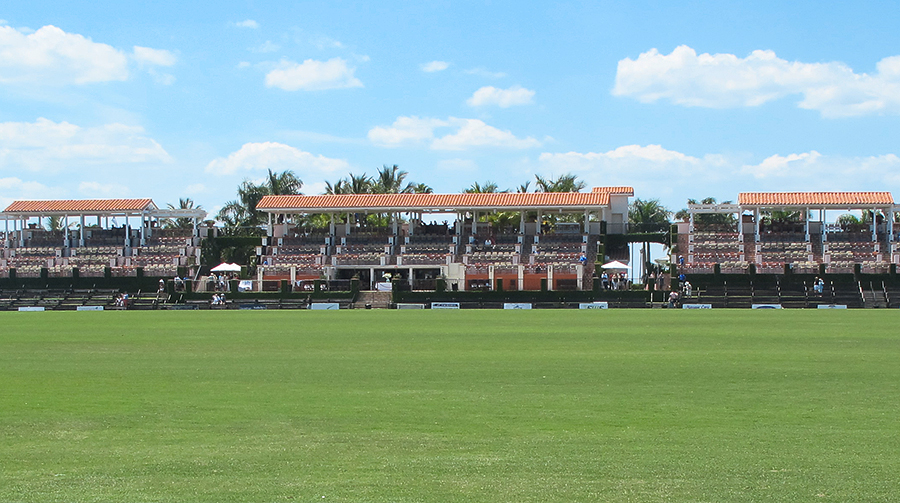
International Polo Club Palm Beach

Die Poloweltmeisterschaft 2022 war die 12. Austragung des wichtigsten Polo-Turniers für Nationalteams. Die spanische Polo-Equipe gewann ihren ersten Titel. Sie war die erste europäische Equipe, welche die Poloweltmeisterschaft für sich entscheiden konnte.

## Verlauf
Aufgrund der COVID-19-Pandemie verschob der Weltverband (FIP) die Meisterschaft von 2021 auf 2022.
Die Meisterschaft wurde vom 26. Oktober bis zum 6. November 2022 auf der Valiente Polo Farm und im International Polo Club Palm Beach in Wellington (Florida) ausgetragen.
Die acht teilnehmenden National-Equipen durften Spieler mit einem Handicap zwischen 2 und 5 Goal einsetzen. Die Obergrenze war ein Handicap von 14 Goal pro Equipe. Teilnehmer waren die National-Equipen aus Argentinien, Australien, Spanien, USA, Italien, Mexiko, Pakistan und Uruguay. Titelverteidiger war das argentinische Poloteam.

## Resultate
| - Argentinien (10) – Mexico (4,5) - Spanien (9) – Pakistan (7,5) - Spanien (11) – Mexico (4,5) - Argentinien (13) – Pakistan (1,5) - Argentinien (6) – Spanien (3,5) - Pakistan (11) – Mexico (8) - Uruguay (9) – Italien (3,5) - USA (9) – Australien (4) - Uruguay (9) – Australien (7,5) - USA (7,5) – Uruguay (7) - Italien (8,5) – Australien (5) - Italien (6) – USA (4) |

Halbfinale: Vereinigte Staaten (9) – Argentinien (8), sowie das Spiel Spanien (10,5) – Uruguay (7)
Finale: Spanien (11) – Vereinigte Staaten (10)
Dritter Platz: Uruguay (9) – Argentinien (7.5)

## Endergebnis
| Platz | Equipe             | Mitglieder                                                          |
| ----- | ------------------ | ------------------------------------------------------------------- |
| 1.    | Spanien            | Nico Álvarez, Luis Domecq, Nico Ruiz Guiñazu, Pelayo Berazadi       |
| 2.    | Vereinigte Staaten | Agustin Arellano, Lucas Escobar, Nicolas Escobar, Jacob Klenter     |
| 3.    | Uruguay            | Gaston Magariños, Ignacio Viana, Santiago Stirling, Matias Carrique |